# Ignacio Rogers
Ignacio Rogers, né le 24 septembre 1987 à Buenos Aires, est un acteur, producteur et réalisateur argentin. 

## Biographie
En 2010, il réalise et produit un court métrage, Sábado uno.
Entre 2012 et 2014, il joue le rôle du fils du thérapeute dans En terapia, la version argentine de la série israélienne BeTipul. 
En 2019, il réalise son premier long métrage, le film d'horreur El diablo blanco.

## Filmographie choisie

### Télévision
- 2012 : El donante : Paulo
- 2012-2014 : En terapia : Camilo Montes
- 2015 : Variaciones Walsh (épisode 12), d'après les récits policiers de Rodolfo Walsh

### Cinéma
- 2005 : Como un avión estrellado : Nico
- 2008 : La sangre brota : Gustavo
- 2014 : El crítico, avec Rafael Spregelburd
- 2016 : Esteros :  Matías
- 2016 : La protagonista, avec Manuel Vignau

## Distinctions
Il est nommé au Condor d'argent de la révélation masculine en 2006